# Wilhelm Friedrich Ernst Bach
 Der er for få eller ingen kildehenvisninger i denne artikel, hvilket er et problem. Du kan hjælpe ved at angive troværdige kilder til de påstande, som fremføres i artiklen.

Wilhelm Friedrich Ernst Bach (født 24. maj 1759 i Bückeburg ved Hannover, død 25. december 1845 i Berlin) var en tysk komponist i musikerfamilien Bach. 
Han var den eneste af Johann Sebastian Bachs børnebørn som opnådee berømmelse som komponist.

## Liv
Wilhelm Friedrich fik den første musikundervisningen af sin far, Johann Christoph Friedrich Bach. Fra 1778 underviste onklen Johann Christian Bach i London ham, og snart oparbejdede han sig et ry som solist og klaverlærer i byen. Efter onklens død i 1782 rejste Wilhelm til Paris og Nederlandene og blev senere Musikdirektor i Minden. I 1789 kaldte kong Frederik Vilhelm III af Preussen ham til Berlin, hvor han var cembalist hos dronning Frederikke af Hessen-Darmstadt. Hun døde i 1805, og Bach fik samme stilling hos dronning Louise af Mecklenburg-Strelitz og var tillige musiklærer for den preussiske prins.
Efter, at dronning Luise døde i 1811, trak Bach sig fra alle sine embeder. Prins Heinrich, broder af kong Frederik Vilhelm III af Preussen, bevilgede ham en livslang pension på 300 Reichstaler.
Da det gamle Bach-mindesmærke i Leipzig blev afdækket 23. april 1843, var Wilhelm Friedrich Ernst Bach til stede som  Johann Sebastian Bachs sidste mandlige efterkommere. Under denne begivenhed blev han kendt med Robert Schumann og Felix Mendelssohn Bartholdy. Schumann skrev i sit tidsskrift Neue Zeitschrift für Musik, at Bach var "Bortset fra [J.S.] Bach fejrede man den eneste af hans børnebørn som fortsat, en fremdeles energisk 84-åring med snehvidt hår og udtryksfulde træk, som var kommet fra Berlin sammen med hustru og to døtre. Ingen kendte til ham på forhånd, selv ikke Mendelssohn, som havde boet i Berlin længe og befattede sig så meget med J.S. Bach."
Wilhelm Friedrich Ernst Bach er gravlagt på II. Sophien-Friedhof i Berlin-Mitte.

## Musik
Af Bach er det bevaret klavermusik, blandt andet tre klaverkoncerter, én koncert for to klaver og andet. Desuden to symfonier, to orkestersuiter, én divertimento, én sekstet, én triosonate for to fløjter og cello, lieder og kantater. Dreyblatt i F-dur er et specielt seks-hændigt stykke, hvor yderstemmene spilles af en udøver som sidder i midten, flankeret af to kvindelige ledsagere, som spiller midt på klaviaturet.